# Amor mío (Venezuela)
Amor mío é uma telenovela venezuelana exibida em 1997 pela Venevisión.

## Elenco
- Astrid Gruber - Sra. Briceño
- Julio Pereira - Luis Fernando Alcántara
- Haydée Balza - Amada de Cifuentes